# Polykárpi (ort i Grekland, Västra Makedonien)
Polykárpi (Polykarpi) är en ort i Grekland.   Den ligger i prefekturen Nomós Kastoriás och regionen Västra Makedonien, i den norra delen av landet, 300 km nordväst om huvudstaden Aten. Polykárpi ligger 630 meter över havet och antalet invånare är 747. Den ligger vid sjön Límni Kastorías.
Terrängen runt Polykárpi är kuperad åt nordost, men åt sydväst är den platt. Runt Polykárpi är det ganska glesbefolkat, med 23 invånare per kvadratkilometer. Närmaste större samhälle är Kastoria, 4,9 km väster om Polykárpi. Trakten runt Polykárpi består till största delen av jordbruksmark.